# Isaberg
Isaberg er et grundfjeld ved Nissastigen i Hestra, Gislaveds kommun. Isaberg har været et naturreservat siden 1968. 
På Isaberg findes et system med skibakker som strækker sig op til 309 meter over havet. Længste nedfart er 950 meter lang. Isaberg installerede i 2004 en seksstolslift, som øgede Isabergs kapacitet og attraktivitet. I 2006 installeredes også en seksstolslift i de nordlige dele af Isaberg. I 2010 byggedes en betydeligt større restaurant og skishop i forhold til det der fandtes inden. Isaberg er Götalands største skianlæg, og er populært specielt blandt skåninger og danskere. At rejse fra Göteborg til Isaberg tager med bil eller bus cirka to timer, hvilket gør det til et populært rejsemål for skoler i  nærheden af Göteborg.

## Pister

### Sorte pister (svære)
- Slalombakken (højde: 150 m)

### Røde pister (middel)
- Familiebakken (Familjebacken)
- Gamle bakken (Gamla backen)
- Middelløjpen (Mittlöpan)
- Nordbakken (Norrbacken)
- Børnebakken (Barnbacken)

### Blå pister (nemme)
- Dalbakken (Dalabacken)

### Grøne pister (meget nemme)
- Børnebakken (Barnbacken)
- Lassebakken
- Lillebakken
- Transporten

## Naturreservat
Isaberg er endda et naturreservat i Gislaveds kommune, Jönköpings amt.

## Eksterne links
- Naturreservatet Isaberg, länsstyrelsen i Jönköpings amt
- Snörapporten - Isaberg Arkiveret 6. marts 2016 hos  Wayback Machine

57°26′00″N 13°36′40″Ø / 57.43333°N 13.61111°Ø